# Vardagsgruppen
Vardagsgruppen var en svensk grupp som under 1970-talet och till och med 1989 gav ut barnvisor, barnböcker, satte upp barnteatrar, gjorde barnprogram för UR och barnradio för SR.
Musiken skrevs av Jujja och Tomas Wieslander, som även illustrerade böckerna.
Några av de mest kända visorna är "Fem fina fåglar", "Mamma Mu", "Min lilla kråksång" och "Ketchup ska prutta".
Bland övriga medarbetare var författaren Helena Harrysson.

## Visor för hela kroppen (urval)
- 1979 - Bulleribjörk
- 1984 - Min lilla kråksång
- 1985 - Mamma Mu
- 1986 - Lillebrors låtar
- 1987 - Mamma Mu lär sig dyka
- 1987 - Mamma Mu klättrar i träd